# Stadion Metalac
Das Stadion Metalac (serbisch-kyrillisch Стадион Металац) ist das Fußballstadion des serbischen Fußballvereins FK Metalac aus Gornji Milanovac. Es bietet 4.500 Sitzplätze, davon 200 V.I.P.-Plätze, die auf drei Logen verteilt sind.

## Geschichte
Vor dem offiziellen Eröffnungsspiel kam es am 4. Spieltag den 1. September 2012 zum Zweitligaspiel zwischen dem FK Metalac und FK Mladost Lučani, das mit einem 3:1-Sieg für die Heimmannschaft vor 3.000 Zuschauer endete. Dabei erzielte der Außenverteidiger Dalibor Rodić bereits in der 1. Minute das 1:0. Die Spielstätte wurde schließlich am 12. September 2012 mit einem Freundschaftsspiel zwischen der Heimmannschaft und einer Super liga-Auswahl offiziell eröffnet, welches vor ausverkaufter Kulisse 2:2 endete. Bei der Eröffnung war neben dem Präsidenten des Fudbalski savez Srbije Tomislav Karadzić, unter anderem auch Vereinspräsident Dragoljub Vukadinović und Siniša Mihajlović anwesend, der damalige Trainer der serbischen Fußballnationalmannschaft. Die Kosten des Projekts betrugen drei Mio. Euro.